# Revista 21
La Revista 21 es una revista de información social y religiosa, fundada en 1918 por la Congregación de los Sagrados Corazones. Desde entonces ha mantenido una publicación mensual (menos durante la guerra civil española). Si bien su sede estuvo en Miranda de Ebro durante algunos años de la posguerra, el resto de su historia ha sido editada en Madrid.

## Historia
Fundada por el sacerdote Calasanz Baradat, tenía como sede el Colegio de Martín de los Heros, en el madrileño barrio de Moncloa. Aparece por primera vez el 1 de mayo de 1918. Inicialmente de un formato muy sencillo, el primer número solo tenía 3 imágenes: un retrato de Benedicto XV en la portada, un grabado del monumento al Sagrado Corazón en el Cerro de los Ángeles (Getafe), y el retrato del P. Mateo Crawley, miembro de la congregación editora, gran promotor de la devoción a los Sagrados Corazones.
En aquella época la revista se publica en 32 páginas de 14 × 21 cm. Sus contenidos tratan principalmente sobre la devoción al Sagrado Corazón, que se trata desde una óptica doctrinal, y desde otra centrada en su expansión a lo largo de España.
Central para el ideario de la revista es la figura del misionero Damián de Molokai, cuya biografía se publica en 10 números, por Gabriel M. Gorría ss.cc. Desde la revista se promocionará su beatificación y canonización, que sucederán en 1995 y 2009. Incluso desde 1935 se contará con una sección dedicada a favores que los suscriptores atribuían a la intercesión del padre Damián.
A finales de los años 1920, la revista pasa de 600 a 8000 suscriptores, y se adhiere al movimiento de la Adoración Nocturna en el Hogar. Este gran crecimiento se ve parado por la quema de su sede en 1931, en el margen de la quema de edificios religiosos que tiene lugar ese año. En julio de 1936 la revista era revisada por la censura, y al mes dejaba de imprimirse.
En 1938, el sacerdote José Luis Castilla ss.cc. dirige la reaparición de la revista. Los comienzos son duros: la redacción se sitúa en el aula del Colegio de los Sagrados Corazones (Miranda de Ebro, Burgos) y escasea el papel. A pesar de las dificultades, el nuevo equipo consigue aumentar exponencialmente el número de suscriptores, llegando a los 57.000 en 1947. Este hecho motiva la contratación de seglares y el traslado a Madrid. En esta etapa la devoción al Padre Damián en España crece, y la revista, ligada a su figura, comienza a ser conocida popularmente como "la revista del padre Damián". Se llegó a estrenar una producción española sobre el misionero: "Molokai, la isla maldita" (1959).
Los años 1960 y 1970 también van acompañados del crecimiento de suscriptores. Esta expansión se apoyaba en buena parte en la figura del representante, ya surgida en los principios. Se trataba de suscriptores voluntarios que llevaban ejemplares al resto de suscriptores de su comarca y se encargaban de cobrar los recibos, además de conseguir nuevos suscriptores. En 1974 se alcanza la cota máxima de suscriptores: cada mes se imprimían 91.190 ejemplares.
Las siguientes décadas ven cambios en la línea editorial, la temática y el aspecto de la revista. En 1992 se publica el primer ejemplar con color en todas las páginas. En 1996 ocupa por vez primera un seglar el puesto de director, y en 2001 se lanza el primer espacio web de la revista: www.reinadosocial.com. El mes de julio de 2016 se publica el número 1000, 98 años después de su fundación. La revista publicó su último número (1.070) en diciembre de 2022, es decir, 104 años después de su fundación. 

## Colaboradores
- Pedro Miguel Lamet S.I., sacerdote jesuita, escritor y poeta.
- Isabel Gómez-Acebo Duque de Estrada, teóloga.
- Jesús Mª Urío Ruiz de Vergara, sacerdote diocesano de Madrid. En el blog "El guardián del Aerópago".
- Pepe Losada, sacerdote diocesano de Mérida-Badajoz. En el blog "En medio del mundo".
- Antonio Nicolás Castellanos Franco OSA, religioso agustino, misionero en Bolivia y obispo emérito de Palencia.
- Juan Martín Velasco, sacerdote, teólogo y profesor.
- Dolores Aleixandre rscj, religiosa española del Sagrado Corazón de Jesús, teóloga.
- José Luis Sánchez Noriega, profesor español de Historia del Cine.
- Santi Riesco, periodista y guionista.

También colaboran puntualmente miembros de la Congregación de los ss.cc..

## Directores
A lo largo de sus casi 100 años de vida, la Revista 21 ha sido dirigida en su mayoría por religiosos ss.cc.:
- P. Calasanz Baradat, fundador (1918-25).
- P. Gonzalo Barrón (1925-27), promotor de la entronización al Sagrado Corazón, fue asesinado durante la guerra civil española. Beatificado junto con otros religiosos ss.cc. en octubre de 2013.
- P. José Luis Castilla (1927-36; 1938-51), director durante 32 años de la publicación.
- P. Arturo Gallo (1951-53).
- P. Domingo García Leoz (1953-78).
- P. Osvaldo Aparicio (1978-91).
- P. Fernando Ábalos (1991-96).
- Santiago Chivite (1996-2011), único director seglar.
- P. Isaac García (2011-2017), profesor, antiguo presentador del programa de información religiosa "Testigos Hoy" en Canal Sur.
- P. Fernando Cordero (2017-noviembre de 2018), sacerdote, periodista y escritor.[1]
- Carlos Barahona Nieto (noviembre de 2018-actualidad).[2]

## Premios
- MULTIMEDIA INTERNATIONAL Awards (1996) a la excelencia en el uso de los medios para la comunicación religiosa, primer puesto.

- Premios periodísticos de UNICEF (2002), tercer puesto. Entregado a la periodista Mª Ángeles García Pablos por el reportaje `Educación para todos’.
- Premio de prensa de Manos Unidas (2003). Entregado a la periodista Marta Gómez por el reportaje ‘ Congo: detenidos en el tiempo’.
- Premios periodísticos de UNICEF (2003), segundo puesto. Entregado a la periodista Marta Gómez por el reportaje ‘Talayuela intercultural: la Europa posible’.
- Premio de prensa de manos Unidas (2004). Entregado a Mª Ángeles López Romero, redactora jefe de la revista 21, por el reportaje ‘Sueños de justicia en Brasil’.
- Premios periodísticos de UNICEF (2005), segundo puesto. Entregado a la periodista Silvia Melero Abascal por el reportaje ‘Solos en casa’.
- Premio TIFLOS de Periodismo (2005) de la ONCE. Entregado a la periodista Marta Gómez por el reportaje ‘La victoria de Nathalie’.
- Premio Europeo de Periodismo por la Diversidad (2007) de la Comisión europea, premio nacional. Entregado a la periodista Silvia Melero Abascal por el reportaje ‘Más allá de la discapacidad’.
- Premio de periodismo "Adolescencia y Alcohol" (2009) de la 'Fundación Alcohol y sociedad'. Entregado a la periodista Silvia Melero Abascal por el reportaje ‘Ante las drogas: ell@s tienen la última palabra’.
- Premio de prensa de Manos Unidas (2009). Entregado a Mª Ángeles López Romero, redactora jefe de la revista 21, por el reportaje 'El desarrollo de la India es femenino y plural’.
- Premio de Periodismo a los valores solidarios y el compromiso social (2011) de la Fundación Jacinto Calvo. Entregado a la periodista Silvia Melero Abascal por el reportaje 'Benín, esclavitud ayer y hoy’.
- Premio de periodismo Carmen Goes (2011). Entregado a la periodista Silvia Melero Abascal por el reportaje 'La Aldea de la Alegría: un refugio para las peregrinas de la fístula’.
- Premio Derecho de la Infancia y periodismo (2012), de la Asociación de la Prensa de Madrid y el Defensor del Menor Entregado a la periodista Silvia Melero Abascal por el reportaje 'Mézclate conmigo’.
- Premio Nacional de reportaje social y solidario (2012) de la Fundación XUL. Entregado a la periodista Silvia Melero Abascal por el reportaje 'La Aldea de la Alegría’.
- Premio de Prensa de Manos Unidas (2012). Entregado a la periodista Silvia Melero Abascal por el reportaje 'La Aldea de la Alegría'.
- Premio de periodismo solidario Memorial Joan Gomis (2016). Entregado a la periodista Silvia Melero Abascal por el reportaje 'Asentamientos de inmigrantes: la vida invisible bajo el plástico".